# Межница (приток Ницы)
Межница — река в России, протекает по Свердловской области. Устье реки находится в 12 км по правому берегу реки Ница. Длина реки составляет 30 км, площадь водосборного бассейна 246 км².

## Данные водного реестра
По данным государственного водного реестра России относится к Иртышскому бассейновому округу, водохозяйственный участок реки — Ница от слияния рек Реж и Нейва и до устья, речной подбассейн реки — Тобол. Речной бассейн реки — Иртыш.
Код объекта в государственном водном реестре — 14010501912111200007453.

## Достопримечательности
По реке проходила граница между Пермской и Тобольской губерниями, что считается также границей между Уралом и Сибирью. В память об этом на берегу неподалёку от деревни Мельниковой Слободо-Туринского района установлен знак "Урал—Сибирь".  